# Paasloo
Paasloo is een dorp in de gemeente Steenwijkerland in de Nederlandse provincie Overijssel. Het dorp ligt op de grens met Friesland bij Nationaal Park Weerribben-Wieden, De Eese en Giethoorn. Het ligt ten noordwesten van Steenwijk en ten oosten van Oldemarkt.

## Geschiedenis
Op 10 juni 1438 verleende bisschop Rudolf van Diepholt aan 'de parochianen van Paesloe' het recht tot instelling van een zelfstandig schoutambt. De naam van het dorp werd in de loop der tijd ook als Paslo, Pasel, Paeschele, Paesel en Paezeloe geschreven. Tot de verkregen rechten behoorde ook het recht verkregen om twee jaarmarkten en een weekmarkt te houden 'in de Oldemarck'. In 1811 werden de kerspelen Paasloo, IJsselham, De Hare en Oldemarkt samengevoegd tot de gemeente Oldemarkt. Rond 1840 telde Paasloo 61 huizen met 348 inwoners. Paasloo zou in 1973 opgenomen worden in de gemeente IJsselham en vanaf 2001 in de huidige gemeente Steenwijkerland.

## Havezathe
Reeds in de zeventiende eeuw werd de havezate Huis te Paasloo genoemd. In de eerste helft van de 19e eeuw werd deze bouwvallige boerderij gesloopt. Bij de havezathe hoorde toen 183 bunder grond. De erven Aarsen uit Giethoorn waren in de 19e eeuw eigenaar.

## Kerk
Paasloo ontstond aan de rand van het territorium van de bisschop van Utrecht. In 1336 verleende bisschop Jan van Diest toestemming om een kerk te bouwen. Deze parochiekerk van Paselloe werd gesticht ter ere van de Maagd Maria en Sint Quirinus. De kerk van Paasloo werd gebouwd naar het model van de vroegere boerderijen. De kerk werd in de eerste kwart van de 16de eeuw herbouwd, in de 17de eeuw vond een grote verbouwing plaats. De kerkelijke gemeente had in 1840 rond 270 lidmaten. Deze waren afkomstig uit Paasloo en Oldemarkt.

## Bunker
In 1942 werd in de omgeving de zo genoemde kunstbunker van Paasloo gebouwd. Nederlandse kunstschatten worden er beschermd binnen de metersdikke muren.

## Tonmolen
Het dorp heeft een Hervormde kerk uit 1336. Het schip van de kerk komt overeen met een Overijsselse boerderij. In Paasloo staat de enige tonmolen van Nederland.

## Recreatie
Bij het afwisselende riet- en waterlandschap van natuurgebied De Weerribben zijn vakantiehuisjes en campings. In 2016 werd in het nabijgelegen Krolsbergerbos een klimbos geopend.
In Paasloo staat de gecombineerde vestiging van het Harmonium Museum en galerie De Horst. Het museum herbergt circa 65 harmoniums uit de periode 1850 tot 1950. In de galerie wordt schilderkunst getoond.

## Zie ook

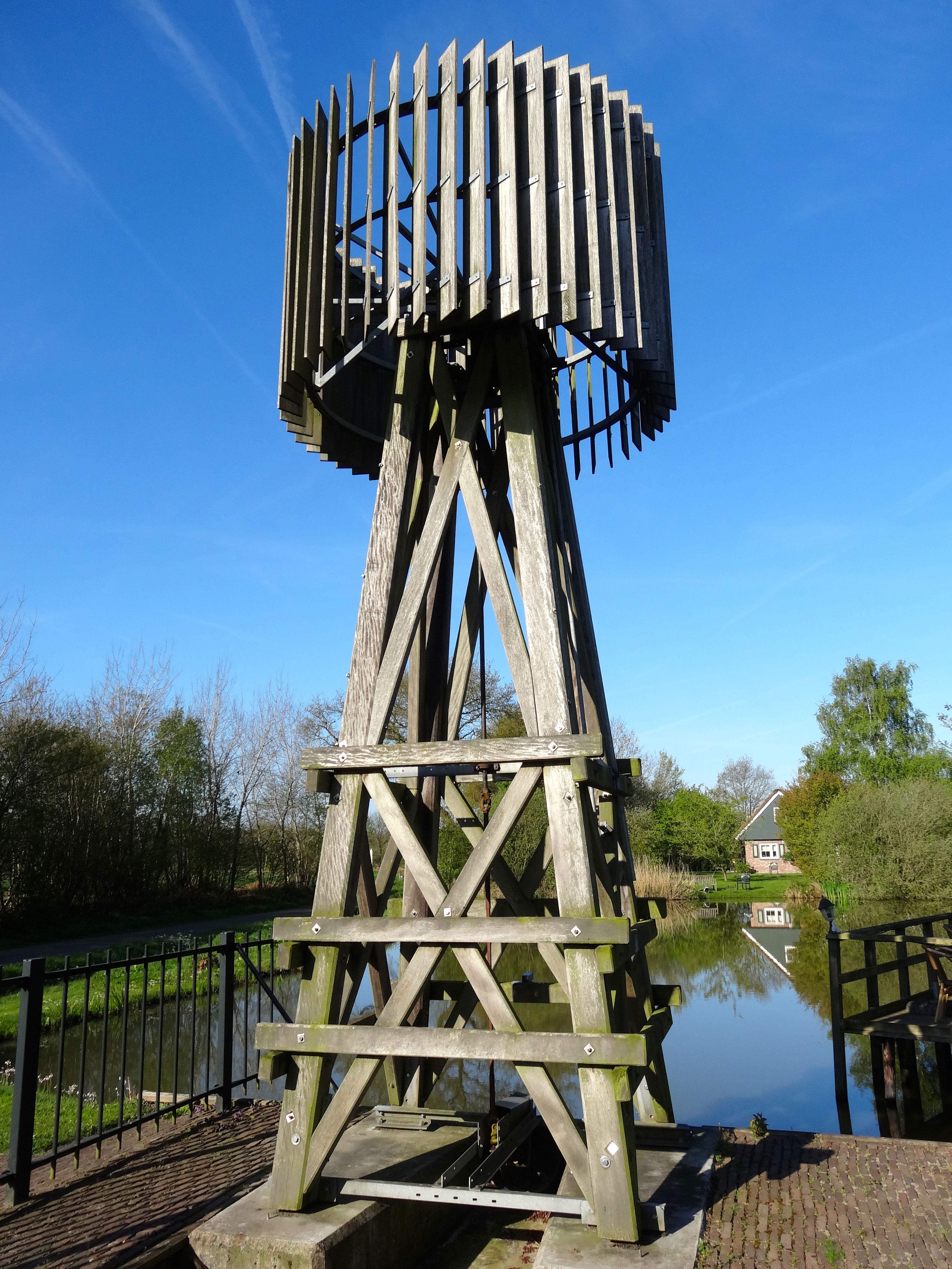
Replica van een tonmolen nabij Paasloo
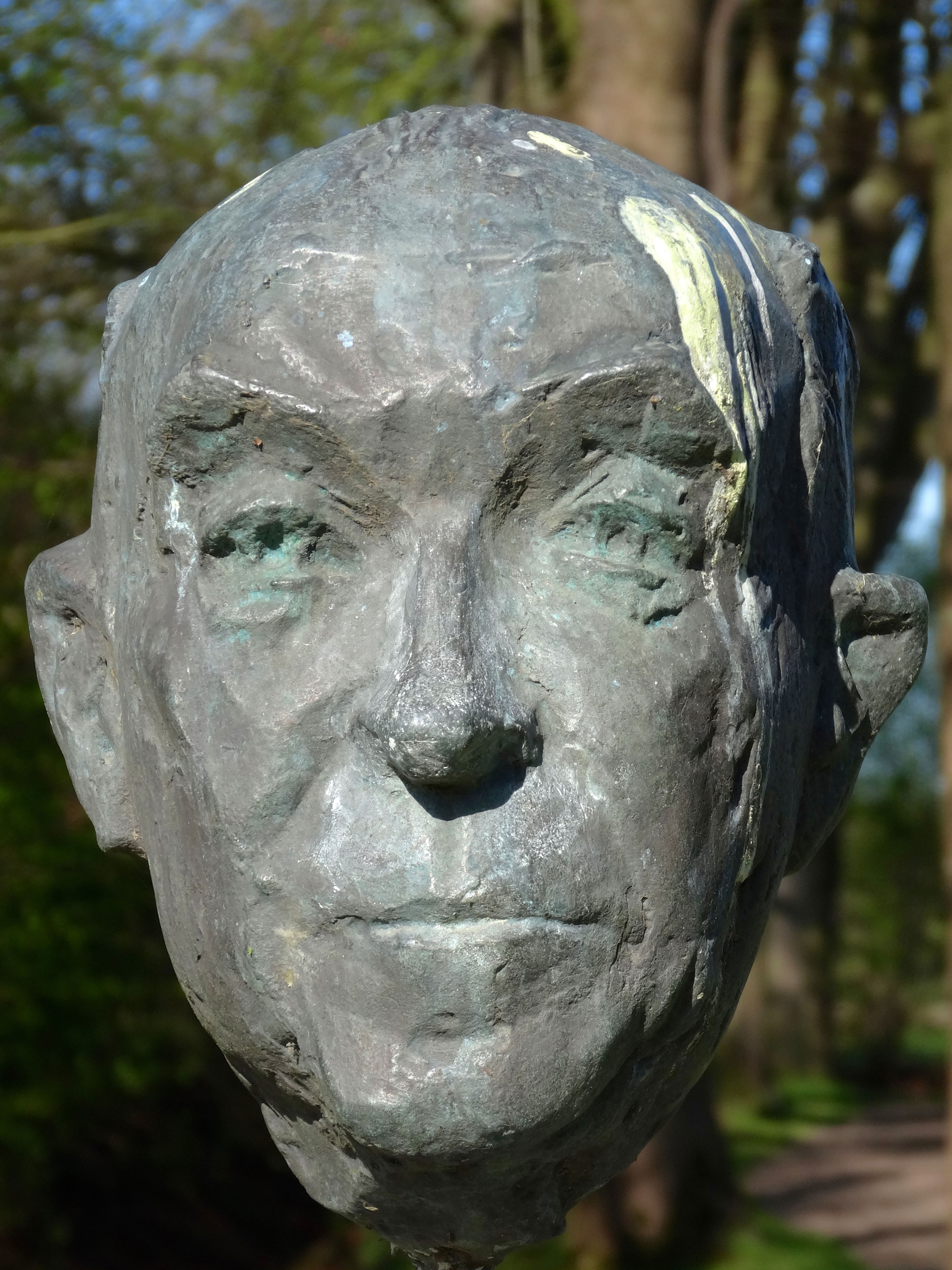
Door Titus Leeser gemaakte kop van J.C. Bloem nabij het kerkhof van Paasloo
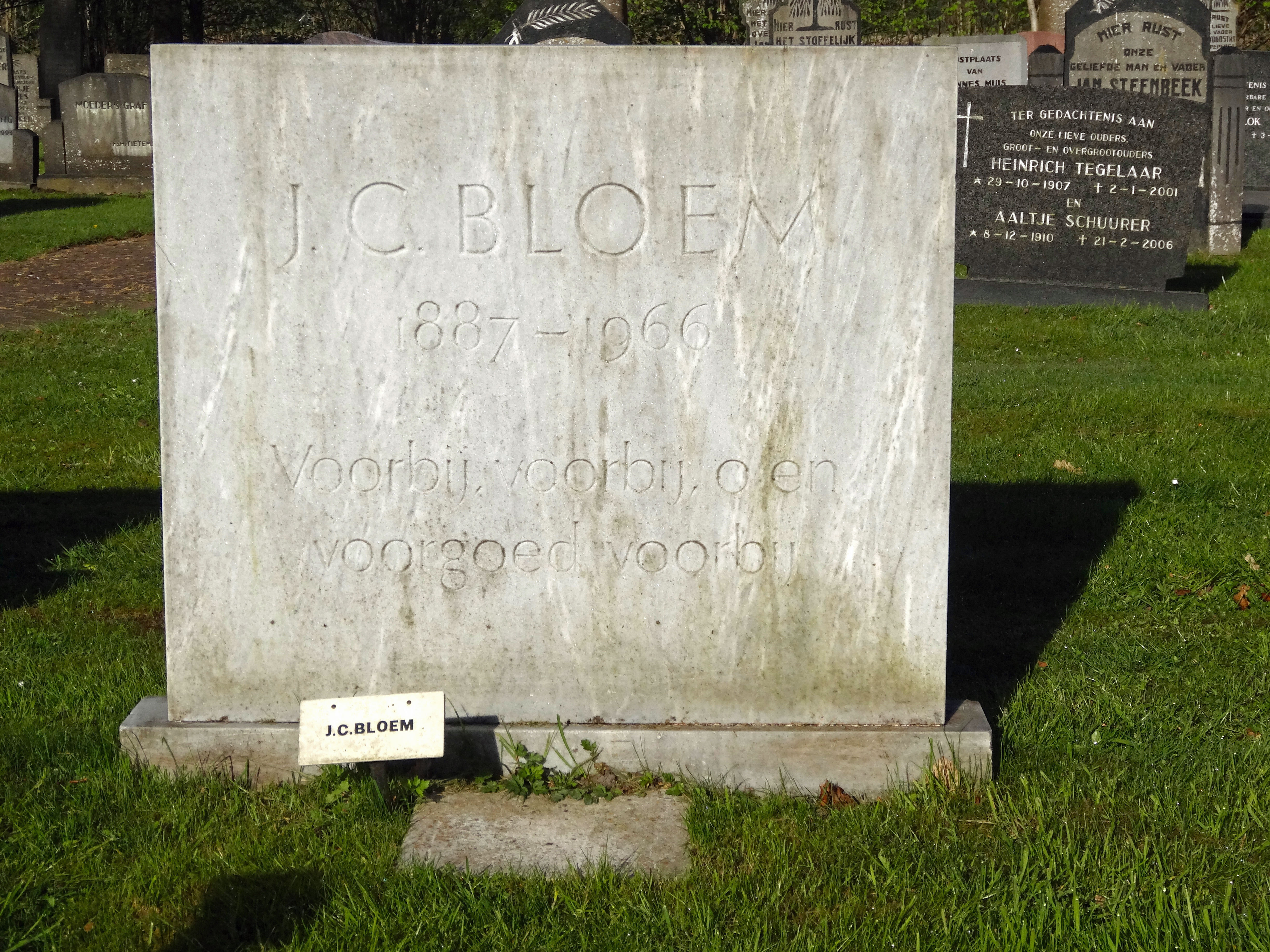
Grafzerk van Bloem in Paasloo met tekst "Voorbij, voorbij, o en voorgoed voorbij"

## Begraven te Paasloo
- J.C. Bloem
- Clara Eggink